# Romont (Berne)
Pour les articles homonymes, voir Romont.
Romont est une commune suisse du canton de Berne, située dans l'arrondissement administratif du Jura bernois. Le nom allemand du village est Rothmund.

## Géographie
Romont se trouve à 9 km à vol d’oiseau au nord-est de Bienne. Le point culminant de la commune se situe à 1 100 m d'altitude. Le village se situe à 750m d'altitude.

## Histoire
La première mention de Romont date de 1335[réf. nécessaire]. On rencontre plusieurs toponymes : Redemont, Rodemont, Rotmund. Une notice de Pierre César sur le pays d'Erguël signale l'existence, vers l'an 1300, d'une maison de Romont appartenant à la famille vivant à Nidau. La commune était rattachée à la Seigneurie d'Erguël, elle-même possession des princes-évêques de Bâle. Sur le plan religieux, la commune de Romont se rattachait à la paroisse bilingue de Perles. 
De 1797 à 1815, Romont a fait partie de la France, au sein du département du Mont-Terrible, puis, à partir de 1813, du département du Haut-Rhin, auquel le département du Mont-Terrible fut rattaché. Le village passe alors dans la paroisse de Bienne, puis, sur demande des habitants, dans celle de Vauffelin. Par décision du congrès de Vienne, le territoire de l’ancien évêché de Bâle fut attribué au canton de Berne, en 1815. Romont retourne donc à ce canton et, parallèlement, à la paroisse de Perles.
En 1839, Romont, qui faisait jusque-là partie du district de Büren, rejoint le district de Courtelary. Le village quitte simultanément la paroisse de Perles pour celle de Vauffelin. En 1863, elle obtient le statut de commune municipale et bourgeoisiale.

## Langues
Romont est une commune bilingue : en 2014, 50,9 % parlaient le français et 47,6 % l'allemand, même si la langue officielle reste le français,.

## Curiosités
- Levée de terre, remontant probablement au Moyen Âge, fossé et traces de murs visibles.
- Galenweg : il pourrait s'agir d'une route romaine entre Allerheiligen et Romont.